# Schloss Homburg (Nümbrecht)

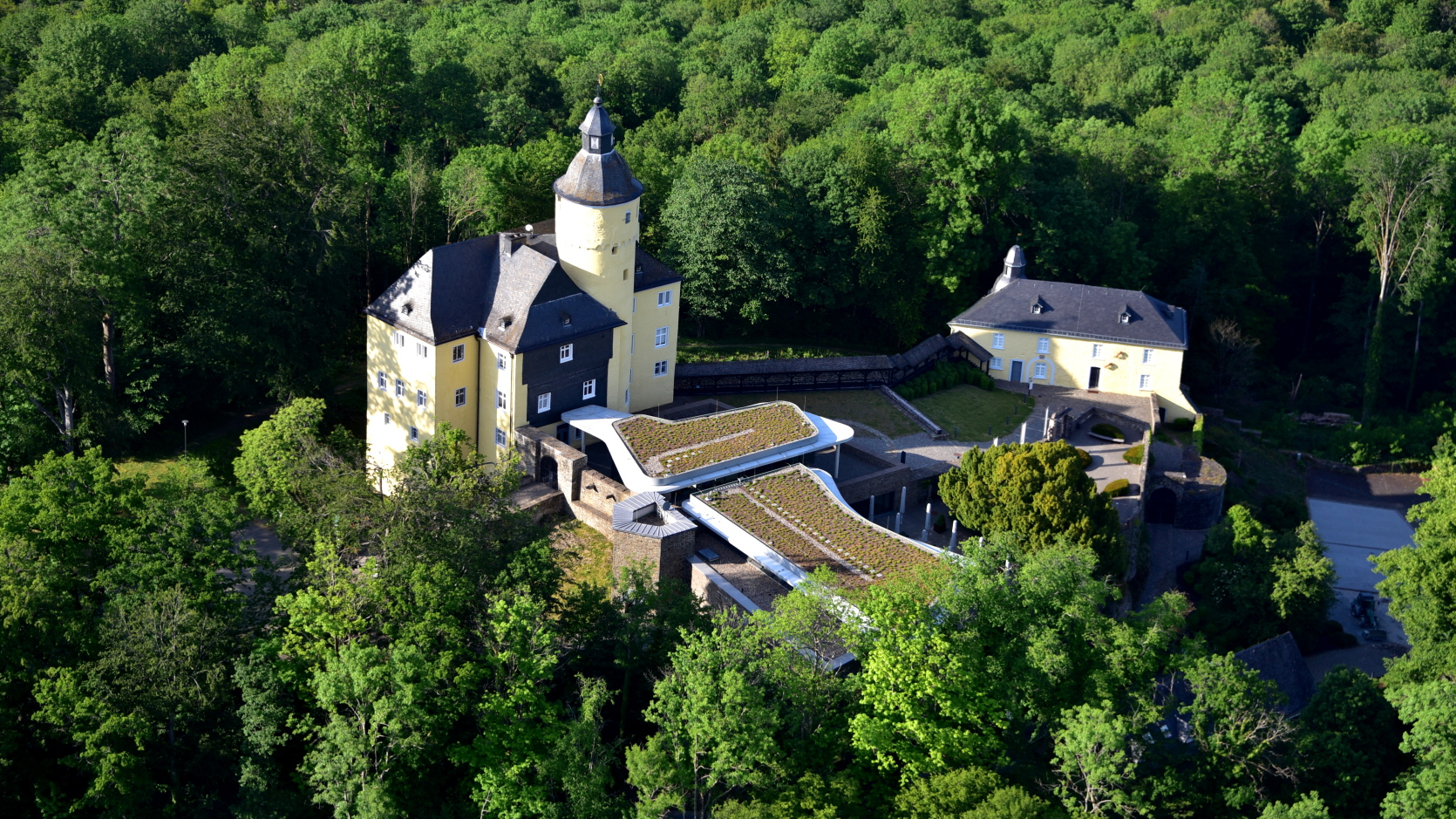
Schloss Homburg, Luftaufnahme (2020)

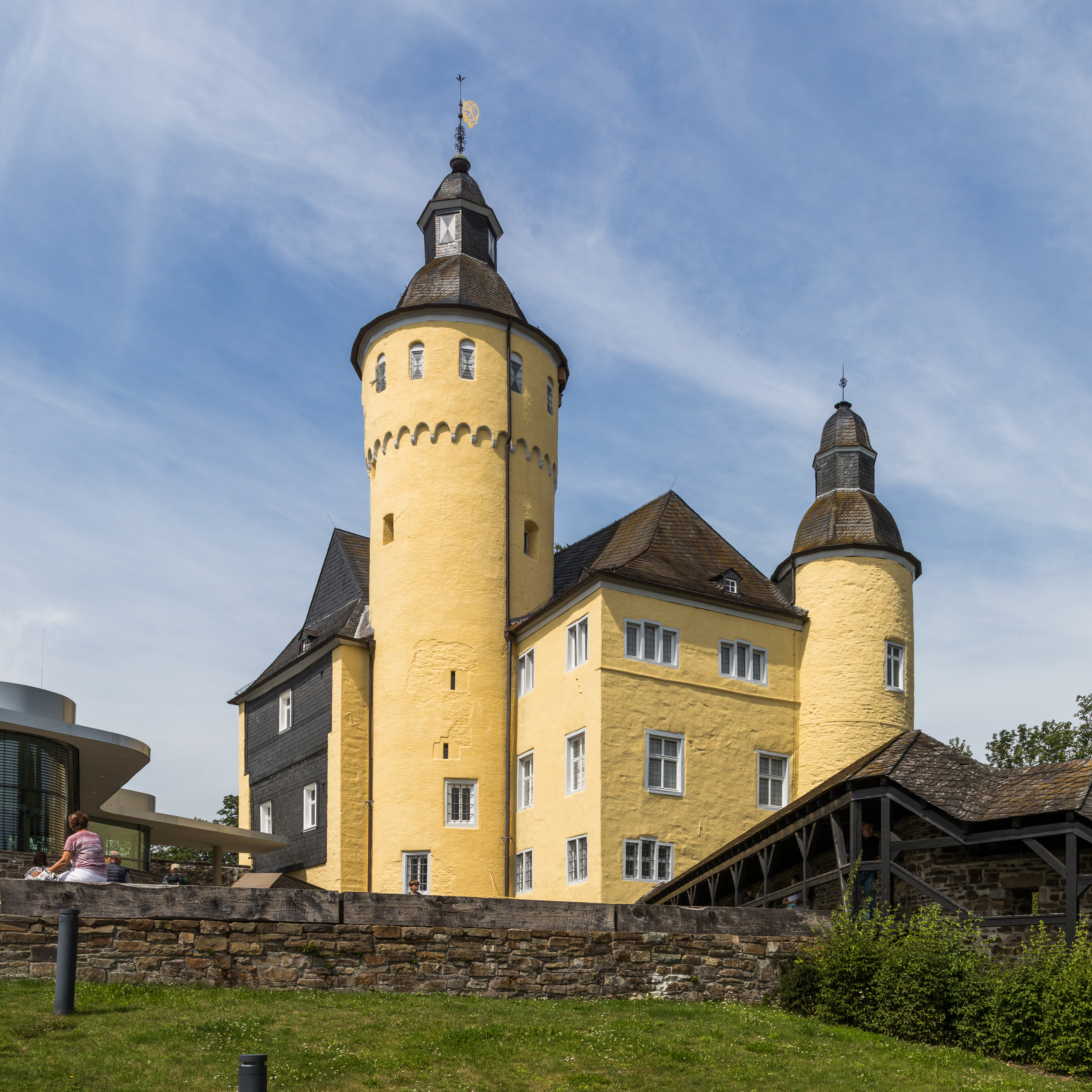
Schloss Homburg (2020)

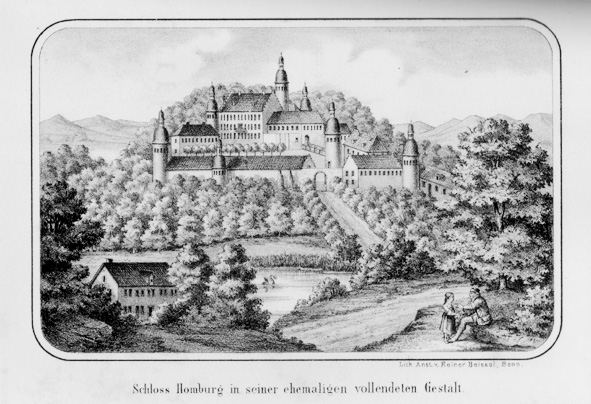
Schloss Homburg um 1750, Lithografie aus dem 19. Jahrhundert

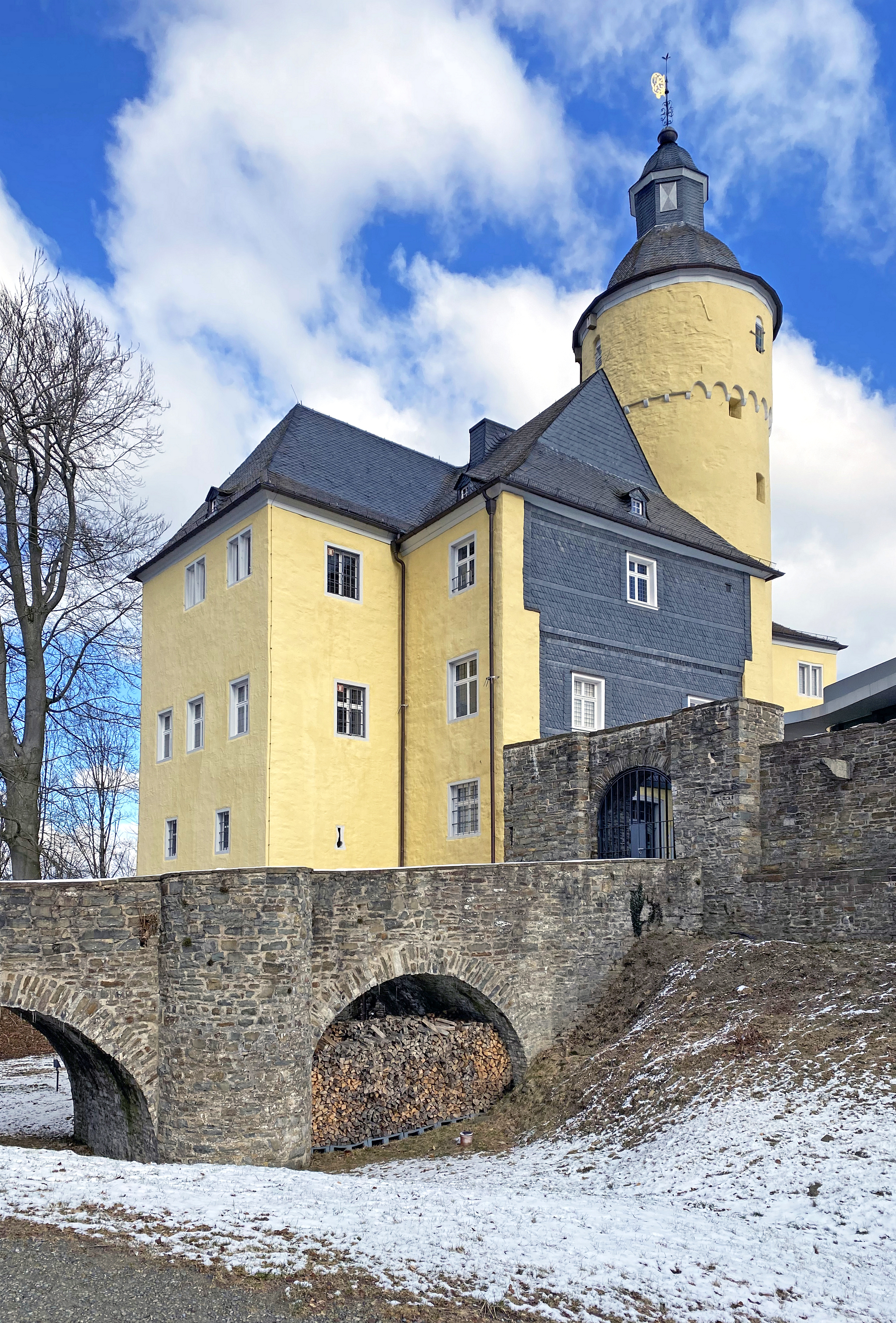
Schloss Homburg von der Haantorbrücke aus gesehen. (2021)

Schloss Homburg befindet sich im nordrhein-westfälischen Nümbrecht im Oberbergischen Kreis.

## Geschichte und Baugeschichte
Im Jahre 1276 wird „die Homburg“ erstmals urkundlich erwähnt. Gottfried I. von Sayn aus dem Hause Sponheim (1247 bis 1283/1284) übertrug sein „castrum Homburg“ dem König Rudolf von Habsburg, um sich unter seinen Schutz zu stellen. Die Burg erhielt er als Erblehen zurück. Die Anlage war der Wohnsitz der Grafen der Reichsherrschaft Homburg, bis sie nach 1806 von Napoleon in das Großherzogtum Berg integriert wurde.
Ab 1635 baute Graf Ernst von Sayn-Wittgenstein-Homburg das Schloss so um, wie es heute noch sichtbar ist. 100 Jahre später übernahm die Linie Sayn-Wittgenstein-Berleburg die Verwaltung. In den Jahren 1816–1819 beherbergte das Schloss den Kreissitz des preußischen Kreises Homburg, danach wurde es dem Verfall überlassen. Erst 1904 wurde der Verfall gestoppt, und 1926 bezog ein von Hermann Conrad begründetes Museum die Räumlichkeiten, das heutige Museum des Oberbergischen Kreises.
1999 wurde bei einer Grabung ein aus Stein errichteter Wohnturm von zirka 12,5 Meter Durchmesser freigelegt. Schätzungen von Experten datieren ihn in das 11. Jahrhundert.
Anfang 2005 beschloss der Kreistag des Oberbergischen Kreises den Ausbau des Schlosses. Diese Pläne umfassten unter anderem die Erweiterung des Roten Hauses und den Bau eines zentralen Kassen- und Toilettenbereichs. Die alte Orangerie wurde abgerissen und durch ein neues zweistöckiges Verwaltungs- und Ausstellungsgebäude ersetzt.
Im Rahmen der Regionale 2010 erhielt das Projekt den A-Stempel. Vor dem Abbruch der Orangerie wurden Grabungsarbeiten durch das Rheinische Amt für Denkmalpflege durchgeführt. Am 4. Mai 2012 erfolgte auf dem Gelände die Grundsteinlegung für den neuen Glaspavillon an Stelle der alten Orangerie.

## Weitere Gebäude auf dem Schlossgelände

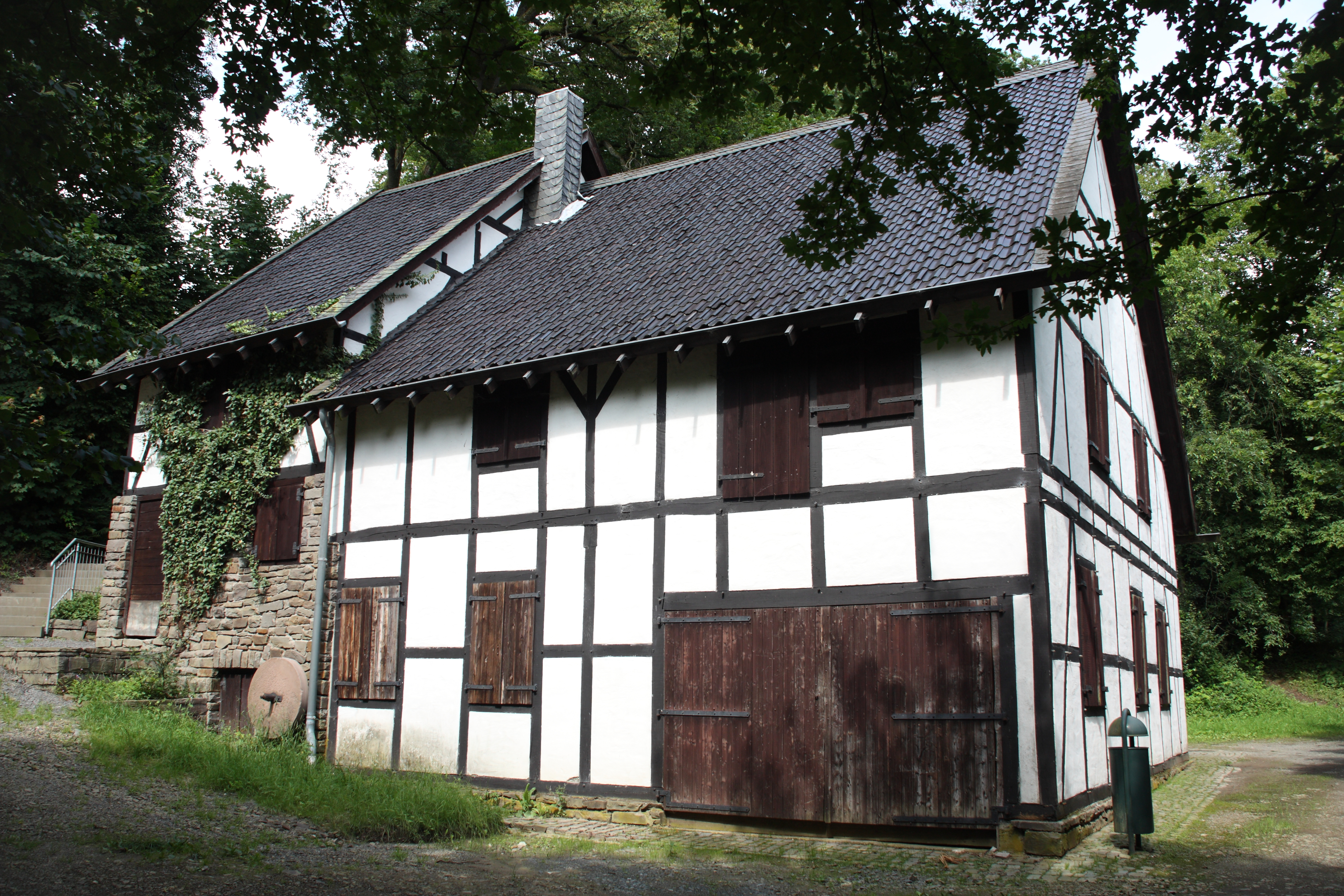
Säge- und Getreidemühle

In unmittelbarer Nähe befindet sich eine Säge- und Getreidemühle mit Backhaus. Außerdem ist in der ehemaligen Zehntscheune des Schlosses, dem Roten Haus, der Sitz der Biologischen Station Oberberg, deren Hauptaufgabengebiete die wissenschaftliche und praktische Betreuung der oberbergischen Naturschutzgebiete und verschiedene Landschaftspflegeprojekte sind.

## Naturerlebnispfad Schloss Homburg
Der Naturerlebnispfad wurde im Jahre 2004 eingerichtet. Dabei handelt es sich um einen von der „Biologischen Station Oberberg“ und der Schutzgemeinschaft Deutscher Wald initiierten Rundweg.
Der Wander- und Erlebnispfad beginnt am Schloss und führt durch Homburg-Bröl und Huppichteroth, geht an der historischen Holsteins Mühle und den Dicken Steinen vorbei zurück zum Schloss Homburg. An der Strecke sind bislang neun Stationen aufgebaut, an welchen den Wanderern die Natur rund um Schloss Homburg und die Brölauen nahegebracht wird.
Die Stationen sind:
1. Wälder um Schloss Homburg: Hier kann man durch Spähkästen die einzelnen Baumarten kennenlernen und erkunden.
2. Die Eiche (Thema: Rund um den Baum): Hier wird anhand der Jahresringe das Leben einer Eiche verdeutlicht und die Höhe einer Eiche kann ausgemessen werden.
3. Kulturlandschaft: Die abwechslungsreiche Kulturlandschaft wird vorgestellt und die einzelnen Lebensräume können mit einem Fernrohr erkundet werden.
4. Lebensraum Dorf: Hier wird gezeigt wie das Zusammenleben von Mensch und Natur funktioniert. Einige Vogelstimmen sind hier zu hören.
5. Hecke: Der Aufbau von Hecken sowie das Leben in der Hecke wird hier anhand von Schautafeln und einer Durchblicktafel erläutert.
6. Baumkronen-Plattform: Hier kann man von einer in die Baumkronen gebauten Plattform diese aus einer ungewöhnlichen Perspektive erleben und wird mittels Schautafeln über das Leben in diesem Bereich des Waldes informiert.
7. Brölaue: Hier wird anhand von Durchsichttafel und Drehrad der Wasserstand und die Bewohner des Brölbaches demonstriert.
8. Dicke Steine: Die Entstehung des Naturdenkmals „Dicke Steine“ wird hier sehr anschaulich vermittelt.
9. Spechtwald: An dieser Station kann ein Blick in die Wohnung eines Buntspechtes geworfen werden.

Der Naturerlebnispfad Schloss Homburg ist rund 2,8 Kilometer lang. Der Rundgang dauert in der Regel 1,5 bis 2 Stunden.